# Fairytale (Alexander Rybak)
Fairytale è un singolo del cantante norvegese Alexander Rybak, pubblicato il 12 gennaio 2009 su etichetta discografica EMI come primo estratto dall'album di debutto Fairytales.
Il brano ha vinto l'Eurovision Song Contest 2009 rappresentando la Norvegia. Con 387 punti totalizzati, è il vincitore con il punteggio più alto della storia del contest prima del cambiamento della modalità di voto avvenuta nel 2016. Ancora oggi detiene il record di distacco dalla seconda posizione nella manifestazione, con 169 punti.

## Tracce
Download digitale
1. Fairytale – 3:05

## Classifiche
| Classifica (2009-21) | Posizione massima |
| -------------------- | ----------------- |
| Austria              | 10                |
| Belgio (Fiandre)     | 1                 |
| Belgio (Vallonia)    | 4                 |
| Danimarca            | 1                 |
| Finlandia            | 1                 |
| Germania             | 4                 |
| Grecia               | 44                |
| Irlanda              | 2                 |
| Norvegia             | 1                 |
| Paesi Bassi          | 2                 |
| Spagna               | 35                |
| Regno Unito          | 10                |
| Svezia               | 1                 |
| Svizzera             | 3                 |